# 天地人 (大河劇)
《天地人》是2009年1月4日至11月22日播放的第48部NHK大河劇。由首次出演大河劇的妻夫木聰主演。

## 作品內容
以火坂雅志的同名小說作為基礎，描寫在只顧尋求「利」的日本戰國時代，始終把「義」和「愛」放在心中，又智勇雙全的「戰國英雄」直江兼續精彩而傳奇的一生。以此為主軸，同時以兼續侍奉的戰國武將上杉景勝、直江兼續妻子阿船為首，生活於戰國時代的武將及女性們在本作品中也大大的活躍著。
本作是映像作品史上首次以直江兼續作為主角，同時也是大河劇歷史上首次以關原之戰戰敗一方的武將為主人公的作品。

## 工作人員
- 原作：火坂雅志（『天地人』日本放送出版協会刊）
- 編劇：小松江里子、松下和惠
- 音樂：大島ミチル
- 音樂演奏：NHK交響樂團
- 音樂指揮：小泉和裕
- 時代考証：小和田哲男
- 風俗考証：二木謙一
- 建築考証：平井聖
- 衣裳考証：小泉清子
- 殺陣武術指導：林邦史朗
- 馬術指導：車邦秀、黒沼雅夫
- 茶道指導：鈴木宗卓
- 華道指導：杉本康子
- 資料提供：上杉神社、高台寺
- 題字：武田双雲
- 解說：宮本信子
- 副音声解説：宇垣秀成
- CG制作：坂美佐子
- 制作統括：内藤愼介
- 演出：片岡敬司、高橋陽一郎、一木正惠、野田雄介、尾崎裕和

## 登場人物

### 主人公家族

#### 主人公
- 直江兼續（樋口與六→樋口兼續→直江兼續）：妻夫木聰（幼年：加藤清史郎  配音：大平洸大）

上杉景勝的重臣。樋口惣右衛門的長男、幼名與六。5歲時成為上杉景勝的侍童。

#### 樋口家
- 樋口兼豐：高嶋政伸

兼續的父親。長尾政景的奉行。以家族和領地人民的幸福為重，不以出生和身分區別對待人的理念對兼續有着影響。
- 阿藤：田中美佐子

兼續的母親。直江景綱妻子的妹妹。以紅葉為喻，教導兼續「做為家臣即使犧牲自己也要守護主人」。
- よし：西原亞希

惣右衛門的第二任妻子，年紀比兼續跟實賴還小。
- きた：江波戶ミロ

惣右衛門與阿藤的女兒，兼續跟與七的妹妹。
- 阿貞：綠友利惠（少女：石井香帆）

惣右衛門與よし的女兒。

#### 直江家
- 阿船：常盤貴子（少女：並木瑠璃）

景綱的次女。兼續的表姐兼青梅竹馬。在信綱死後再嫁給兼續。
- 阿松：逢澤莉娜（幼年：遠藤璃菜  少女1：松本春姬  少女2：堤望綺）

兼續和阿船的長女。
- 阿梅：並木瑠璃（幼年：立石美優  少女1：渡邊葵 少女2：庭野結芽葉）

兼續和阿船的次女。
- 直江景明（竹松→直江景明）：太賀（幼年：須田直樹 少年：加藤清史郎）

兼續的長男。
- 直江景綱：宍戸錠

上杉謙信的重臣，阿船的父親。
- 妙樁尼（阿萬→妙樁尼）：萬田久子

阿船的母親。
- 阿悠：吉瀬美智子

阿船的姐姐。
- 直江信綱（長尾景孝→直江信綱）：山下真司

阿船的第一任丈夫。
- 志馱義秀：信太昌之

直江家家臣。
- 一志大夫：高阪剛

兼續所訓練的鐵砲隊烏鴉組的首領。

#### 大國家
- 大國實賴（樋口與七→小國實賴→大國實賴）：小泉孝太郎（幼年：馬渕誉）

兼續的弟弟。後繼承小國家，經上杉景勝的命令將小國氏改為大國氏。
- 阿榮：小澤真珠

實賴的妻子。
- 小國重賴：牧村泉三郎

實賴的養父。
- 律：福井裕子

實賴的養母。

### 上杉家

#### 主家
- 上杉景勝（長尾喜平次→上杉景勝)：北村一輝（幼年：溝口琢矢　配音：小沢武尊）

豐臣政權下的五大老之一。上杉謙信的養子，幼名喜平次。在禪寺·雲洞庵修行開始，因不擅長表露感情的性格，與周圍不融洽。直到遇到坦率的兼續后逐漸打開內心，主從的紐帶被緊緊的連結。
- 菊姬：比嘉愛未

景勝的正室，武田勝賴的妹妹。
- 玉丸（玉丸→上杉定勝）：西山潤（幼年：林建太郎）

景勝與側室所生下的兒子。
- 上杉謙信（上杉輝虎→上杉謙信)：阿部寛

越後的國主。越後春日山城主人。景勝、景虎的養父。信仰毘沙門天。
- 仙桃院（桃→仙桃院）：高島禮子

謙信的姐姐，景勝的母親。
- 上杉景虎：玉山鐵二

北條氏康的七子，上杉和北條結盟時作為人質來到越後。關東第一美男子。
- 華姬：相武紗季

景勝的妹妹，景虎的妻子。
- 道滿丸：村山謙太

景虎與華姬之子。
- 上條政繁（畠山政繁→上條政繁）：鷲生功

畠山義續之子，後成為謙信的養子。

#### 家臣
- 吉江宗信：山本圭

謙信的重臣。謙信死後支持景勝作為繼承人。
- 北條高廣：新井康弘

謙信的重臣。謙信死後支持景虎作為繼承人。
- 柿崎晴家：角田信朗

謙信的重臣。謙信死後支持景虎作為繼承人。
- 宇佐美定滿：真木仁

謙信的重臣。與長尾政景在池中乘船時翻船一起溺死了，有暗殺政景的嫌疑。
- 山崎專柳齋：石井洋祐

謙信的家臣。謙信死後支持景勝作為繼承人。
- 毛利秀廣：長谷川公彥

謙信的家臣。謙信死後支持景勝作為繼承人。
- 本庄秀綱：外川貴博

謙信的家臣。謙信死後支持景虎作為繼承人。
- 神余親綱：祖父江進

謙信的家臣。謙信死後支持景虎作為繼承人。
- 山本寺景長：鈴木一功

織田家攻擊魚津城時的守將之一。
- 中條景泰：白川侑二朗

織田家攻擊魚津城時的守將之一。
- 竹俣慶綱：平川和宏

織田家攻擊魚津城時的守將之一。
- 色部與三郎：長町太郎

樋口惣右衛門之女阿貞的老公。
- 上泉秀綱：林邦史朗

景勝的家臣。
- 松田盛重：劍持直明
- 井上高廣：並木史朗
- 白井義忠：小林博
- 市川景清：安田曉
- 長沼滿政：峰村淳二

#### 泉澤家
- 泉澤久秀（泉澤又五郎→泉澤久秀）：東幹久（幼年：柴崎洸守）

景勝的家臣。幼名又五郎，從雲洞庵時開始服侍景勝。有觸摸鼻子右側黑痣的癖性。
- 阿慶：國分佐智子

久秀的老婆。
- 泉澤久信：真鍋卓也

久秀的長子。上杉家轉封會津時跟隨父親至會津。
- 泉澤又次郎：草川拓彌

久秀的次子。上杉家轉封會津時留在越後。
- 泉澤彌三郎：堀川裕生

久秀的三子。上杉家轉封會津時留在越後。

#### 上田眾
- 安部政吉（安部仁介→安部政吉）：葛山信吾（幼年：伊藤大翔）

景勝的家臣。幼名仁介，從雲洞庵時開始服侍景勝。
- 甘糟景繼（登坂藤丸→登坂藤右衛門→甘糟景繼）：鈴木寬（幼年：新井海人）

景勝的家臣。幼名藤丸，從雲洞庵時開始服侍景勝。
- 櫻井晴吉（櫻井三介→櫻井晴吉）：松尾諭（幼年：荒井健太郎）

景勝的家臣。幼名三介，從雲洞庵時開始服侍景勝。
- 山岸尚家（深澤彌吉→深澤彌七郎→山岸尚家）：松本實（幼年：三村和敬）

景勝的家臣。幼名弥吉，從雲洞庵時開始服侍景勝。
- 長尾政景：村田一道

上田長尾家当家、越後坂戸城主。桃的丈夫、景勝的父親。與宇佐美定滿一起溺死，遺骸有可疑的刀傷而懷疑被暗殺。
- 栗林政賴：平泉成

上田長尾家的家老。
- 深澤利重：鈴木正幸

上田長尾家的家老。

#### 景虎的家臣
- 刈安兵庫：三池崇史
- 西山勘左衛門：杉山俊介
- 池上彥五郎：松原正隆
- 青木作藏：前田淳

### 戰國大名們

#### 織田家
- 織田信長：吉川晃司

原本只是尾張國的一個小大名，在桶狹間擊敗今川義元後開始大放光彩，短短幾年間不斷侵略週遭國家，成為最有機會成為統一日本的大名，但處世手段冷酷，火燒比叡山事件後被稱為第六天魔王。
- 三法師：西本晴紀

信長之孙。羽柴秀吉的傀儡。
- 柴田勝家：菅田俊

信長的重臣。織田家中的頭號猛將。
- 明智光秀：鶴見辰吾

信長的重臣。在信長多番當眾羞辱他之後起了背叛信長之心。

#### 豐臣家
- 豐臣秀吉（木下藤吉郎→羽柴秀吉→豐臣秀吉）：笹野高史

原是織田信長的部下，本能寺之變織田信長死後相繼擊敗明智光秀、柴田勝家等人，稱霸天下。
- 北政所（北政所→高台院）：富司純子

秀吉的正室。
- 淀（茶茶→淀）：深田恭子

秀吉的側室，織田信長的外甥女。
- 豐臣鶴松：池澤巧貢

淀為秀吉生下的第一個孩子，但體弱多病早折。
- 豐臣秀賴（拾→豐臣秀賴）：中村倫也（幼年1：伊藤悠翔 幼年2：小林海人 少年：吉岡澪皇）

淀為秀吉生下的第二個孩子。
- 千姬：川島海荷（幼年：田邊桃子）

秀賴的正室，德川秀忠的女兒，大坂之陣後返回德川家。
- 豐臣秀次：真島秀和

秀吉的養子之一。

##### 五奉行
- 石田三成（石田佐吉→石田三成）：小栗旬（曾在1996年大河劇《秀吉》演出石田三成的幼年時代）

豐臣政權下的五奉行之一，與直江兼續是好友。
- 淺野長政：中島久之

豐臣政權下的五奉行之一。
- 增田長盛：沼田隆兵

豐臣政權下的五奉行之一。
- 長束正家：菊地正之

豐臣政權下的五奉行之一。
- 前田玄以：梁瀨龍洋

豐臣政權下的五奉行之一。

##### 关原之战的西军诸将
- 島左近：若林豪

三成的家臣。
- 大谷吉繼：津田寬治

三成的好友。
- 湯淺五助：矢柴俊博

吉繼的家臣。
- 小西行長：山田洋

秀吉的家臣。
- 小早川秀秋（豐臣秀俊→小早川秀俊→小早川秀秋）：上地雄輔

秀吉的養子之一，後過繼給小早川隆景為養子。
- 杉原重治：辻真明

秀秋的家臣。
- 宇喜多秀家：須賀貴匡

豐臣政權下的五大老之一，秀吉的養子之一。
- 長宗我部盛親：川野誠一

土佐國的大名。

##### 关原之战的东军诸将
- 福島正則：石原良純

賤岳七本槍之首，跟三成是死對頭。
- 加藤清正：高橋努

賤岳七本槍之一。
- 黑田長政：佐藤洸

秀吉的家臣。
- 藤堂高虎：一岡裕人

秀吉的家臣。
- 堀秀治：金安慶行

秀吉的家臣。上杉家轉封會津後繼任春日山城城主。

#### 德川家
- 德川家康：松方弘樹

豐臣政權下的五大老之一，但對征服天下仍有相當大的野心。
- 朝日姬：平田敦子

家康的繼室，豐臣秀吉的妹妹。
- 徳川秀忠：中川晃教

家康的三子。
- 本多正信：松山政路

家康的重臣。家康稱他為朋友。
- 本多正純：蟹江一平

正信的長子。
- 酒井忠次：飯島大介

德川四天王之首。
- 榊原康政：川野太郎

德川四天王之一。
- 井伊直政：長森雅人

德川四天王之一。

#### 武田家
- 武田勝賴：市川笑也

菊姬的哥哥。御館之亂原支持上杉景虎，經兼續說服後改為支持上杉景勝。武田家的最後一位當主。
- 高坂昌信：大出俊

武田四名臣之一。為武田家竭盡心力。

#### 北條家
- 北條氏政：伊吹吾郎

景虎的哥哥。後北條家第四任當主。
- 北條氏直：神木優

氏政的兒子。後北條家第五任當主。
- 遠山康光：螢雪次朗

上杉景虎的智囊，御館之亂後返回北條家。北條家滅亡後再仕德川家。
- 大道寺政繁：佐佐木功

北條家的重臣。

#### 毛利家
- 毛利輝元：中尾彬

豐臣政權下的五大老之一。
- 小早川隆景：横内正

豐臣政權下的五大老之一。死後由景勝繼承五大老之位。
- 毛利秀元：水間貴弘

輝元的表弟，亦是輝元的養子。

#### 前田家
- 前田利家：宇津井健

豐臣政權下的五大老之一，原是織田信長的部下，跟秀吉是好朋友。
- 前田利長：尾上松也

利家的長子。
- 本多政重（本多政重→直江勝吉→本多政重）：黃川田將也

正信的次子。一度成為直江兼續的女婿，但最後仍離開直江家改仕前田家。

#### 真田家
- 真田昌幸：岩松了

信濃國的小大名，被稱為「表裡比興」的人物。
- 真田幸村：城田優

昌幸的次子。
- 初音：長澤雅美

昌幸的女兒，幸村的姐姐。本作虛構人物。
- 猿飛佐助：白倉裕二

幸村的部下。立川文庫虛構人物。

#### 伊達家
- 伊達政宗：松田龍平

被稱為「奧州的獨眼龍」，野心十分強大。
- 愛姬：杏

政宗的正室。
- 片倉景綱：曾根悠多

政宗的愛將。

### 其他人物
- 北高全祝：加藤武

越後上田莊的禪寺·雲洞庵的住持。教育喜平次、與六和其他侍童們。
- 齋京三郎右衛門：高杉亘

桑取之里的里長。
- 本間高統：春田純一

佐渡地區的土豪，後降伏於上杉家。
- 若狹屋久兵衛：村松利史

越後府內湊的商人。
- 千利休：神山繁

著名的茶人。
- 阿涼：木村佳乃

利休的女兒。

## 放映記錄
第1回是75分鐘延長版
| 放送回                                                    | 放送日   | 題(日) | 題(中)         | 導演       | 天地人紀行                                       | 收視率 |
| --------------------------------------------------------- | -------- | ------ | -------------- | ---------- | ------------------------------------------------ | ------ |
| 第1回                                                     | 1月4日   |        | 五歲的家臣     | 片岡敬司   | 與六的故鄉（新潟縣南魚沼市）                     | 24.7%  |
| 第2回                                                     | 1月11日  |        | 愛哭鬼 與六    | 片岡敬司   | 跟謙信相遇之地（新潟縣上越市）                   | 23.5%  |
| 第3回                                                     | 1月18日  |        | 主公的初戀     | 片岡敬司   | 直江景綱的故鄉（新潟縣長岡市）                   | 24.7%  |
| 第4回                                                     | 1月25日  |        | 年長的女人     | 片岡敬司   | 洛中洛外圖屏風（山形縣米澤市）                   | 26.0%  |
| 第5回                                                     | 2月1日   |        | 信長是魔鬼嗎   | 片岡敬司   | 信長的居城·岐阜城（岐阜縣岐阜市）                | 24.2%  |
| 第6回                                                     | 2月8日   |        | 初征           | 高橋陽一郎 | 上杉最強·上田眾（新潟縣南魚沼市）                | 24.4%  |
| 第7回                                                     | 2月15日  |        | 母親的願望     | 高橋陽一郎 | 七尾城之戰（石川縣中能登町／七尾市）             | 23.2%  |
| 第8回                                                     | 2月22日  |        | 謙信的遺言     | 高橋陽一郎 | 手取川之戰（石川縣白山市）                       | 23.1%  |
| 第9回                                                     | 3月1日   |        | 謙信死矣       | 片岡敬司   | 景虎的故鄉（神奈川縣小田原市／箱根町）           | 20.3%  |
| 第10回                                                    | 3月8日   |        | 二個義子       | 高橋陽一郎 | 謙信公的最後（新潟縣長岡市／上越市）             | 22.2%  |
| 第11回                                                    | 3月15日  |        | 御館之亂       | 一木正恵   | 「御館之亂」的舞台（新潟縣上越市）               | 22.8%  |
| 第12回                                                    | 3月22日  |        | 捨命的使者     | 一木正恵   | 上杉的古道（新潟縣上越市／十日町市）             | 21.7%  |
| 第13回                                                    | 3月29日  |        | 潛入！武田陣營 | 片岡敬司   | 武田名將・高坂彈正昌信（長野縣松代町）           | 17.8%  |
| 第14回                                                    | 4月5日   |        | 黃金的盟約     | 高橋陽一郎 | 景勝與北条的戰場（新潟縣南魚沼市／湯澤町）       | 19.8%  |
| 第15回                                                    | 4月12日  |        | 攻陷御館       | 高橋陽一郎 | 景虎臨終之地（新潟縣妙高市）                     | 19.6%  |
| 第16回                                                    | 4月19日  |        | 信玄之女       | 一木正恵   | 菊姬的結親（山梨縣甲府市）                       | 21.1%  |
| 第17回                                                    | 4月26日  |        | 直江兼續誕生   | 一木正恵   | 「直江兼續」和阿船（新潟縣長岡市）               | 20.1%  |
| 第18回                                                    | 5月3日   |        | 為義而戰的將士 | 片岡敬司   | 魚津城之戰（富山縣魚津市）                       | 16.7%  |
| 第19回                                                    | 5月10日  |        | 本能寺之變     | 片岡敬司   | 信長與京都（京都府京都市）                       | 20.2%  |
| 第20回                                                    | 5月17日  |        | 秀吉的陷阱     | 野田雄介   | 落水的相遇（新潟縣糸魚川市）                     | 21.6%  |
| 第21回                                                    | 5月24日  |        | 三成的眼淚     | 野田雄介   | 石田三成的誕生地（滋賀縣長濱市／米原市）         | 21.0%  |
| 第22回                                                    | 5月31日  |        | 真田幸村登場   | 野田雄介   | 真田一族的故郷（長野縣上田市）                   | 20.7%  |
| 第23回                                                    | 6月7日   |        | 愛的頭盔       | 片岡敬司   | 愛的頭盔(山形縣米澤市)                           | 22.0%  |
| 第24回                                                    | 6月14日  |        | 困惑的京都之行 | 片岡敬司   | 上杉的上洛（京都府京都市）                       | 22.0%  |
| 第25回                                                    | 6月21日  |        | 天下霸主的誘惑 | 一木正惠   | 千利休的足跡（大阪府堺市）                       | 20.7%  |
| 第26回                                                    | 6月28日  |        | 斥責關白       | 一木正惠   | 黃金與豐臣秀吉（大阪府大阪市）                   | 20.3%  |
| 第27回                                                    | 7月5日   |        | 與六和與七     | 野田雄介   | 兼續之弟・大國實賴（新潟縣新潟市）               | 20.1%  |
| 第28回                                                    | 7月12日  |        | 北方的獨眼龍   | 野田雄介   | 上杉家的佐渡金山（新潟縣佐渡市）                 | 21.8%  |
| 第29回                                                    | 7月19日  |        | 天下統一       | 一木正惠   | 獨眼龍‧伊達政宗（宮城縣大崎市／仙台市）          | 21.9%  |
| 第30回                                                    | 7月26日  |        | 女眷們的京城行 | 片岡敬司   | 夢幻般的邸宅‧聚樂第（京都府京都市）              | 21.0%  |
| 第31回                                                    | 8月2日   |        | 愛的花戰       | 片岡敬司   | 天下人的側室‧淀殿（京都府京都市）                | 19.6%  |
| 第32回                                                    | 8月9日   |        | 嗣子的命運     | 野田雄介   | 伏見城的痕跡（京都府京都市）                     | 24.8%  |
| 第33回                                                    | 8月16日  |        | 五個兼續       | 野田雄介   | 秀次的城下町（滋賀縣近江八幡市）                 | 20.3%  |
| 第34回                                                    | 8月23日  |        | 再會了、越後   | 片岡敬司   | 會津之道（新潟縣魚沼市）                         | 14.9%  |
| 第35回                                                    | 8月30日  |        | 家康的陰謀     | 一木正恵   | 天下人的最期（京都府京都市）                     | 19.9%  |
| 第36回                                                    | 9月6日   |        | 史上最大的密約 | 一木正恵   | 會津的上杉家（福島縣會津若松市／南會津町）       | 20.4%  |
| 第37回                                                    | 9月13日  |        | 給家康的戰帖   | 片岡敬司   | 決意的書信「直江狀」（福島縣會津若松市／白河市） | 21.6%  |
| 第38回                                                    | 9月20日  |        | 兩個關原       | 片岡敬司   | 最上義光城下町-山形（山形縣山形市）              | 20.0%  |
| 第39回                                                    | 9月27日  |        | 三成的遺言     | 片岡敬司   | 福島正則的功績（廣島縣福山市／廣島市）           | 19.5%  |
| 第40回                                                    | 10月4日  |        | 上杉沒落       | 野田雄介   | 小早川秀秋的真面目（岡山縣岡山市）               | 18.8%  |
| 第41回                                                    | 10月11日 |        | 上杉的生路     | 野田雄介   | 上杉家米澤移封（山形縣米澤市／高畠町）           | 17.7%  |
| 第42回                                                    | 10月18日 |        | 將軍誕生       | 一木正恵   | 兼續愛的改革（山形縣米澤市）                     | 18.2%  |
| 第43回                                                    | 10月25日 |        | 放逐實賴       | 尾崎裕和   | 戰國武將與高野山（和歌山縣高野町）               | 20.9%  |
| 第44回                                                    | 11月1日  |        | 哀傷的新娘     | 一木正恵   | 兼續的功績（山形縣長井市／南陽市）               | 19.5%  |
| 第45回                                                    | 11月8日  |        | 被逼向大坂之戰 | 野田雄介   | 之後的勝吉（石川縣金澤市）                       | 22.2%  |
| 第46回                                                    | 11月15日 |        | 大坂城燒毀     | 片岡敬司   | 真田幸村的「義」（大阪府大阪市）                 | 21.7%  |
| 最終回                                                    | 11月22日 |        | 高舉愛吧       | 片岡敬司   | 兼續的揭起之「愛」（山形縣米澤市）               | 22.7%  |
| 平均視聴率 21.2% （收視率為關東地區Video Research社調查） |          |        |                |            |                                                  |        |

- 第3回新潟縣收視率達44.9%

## 相關出版品

### 書籍
官方書籍
- NHK大河劇故事 天地人 前編　ISBN 978-4-14-923350-5（2008年12月20日發售）
- NHK大河劇故事 天地人 後編　ISBN 978-4-14-923351-2（2009年7月10日發售）
- NHK大河劇故事 天地人 完結編　ISBN 978-4-14-923352-9（2009年10月24日發售）
- NHK大河劇 歷史手冊 天地人　ISBN 978-4-14-910693-9（2008年12月20日發售）
- 武田双雲 寫戰國武士 －天地人官方書籍－　ISBN 978-4-8356-1743-5（2009年9月30日發售）

小說
- 天地人 上　ISBN 978-4-14-005503-8（2008年9月26日發售 火坂雅志）
- 天地人 下　ISBN 978-4-14-005504-5（2008年9月26日發售 火坂雅志）
- 翻新版 天地人 上 天之巻　ISBN 978-4-14-005553-3（2008年11月14日發售 火坂雅志）
- 翻新版 天地人 中 地之巻　ISBN 978-4-14-005554-0（2008年11月14日發售 火坂雅志）
- 翻新版 天地人 下 人之巻　ISBN 978-4-14-005555-7（2008年11月14日發售 火坂雅志）

其他書籍
- 直江兼続的義和愛　ISBN 978-4-14-005556-4（2008年11月14日發售 火坂雅志）

### 原聲帶
- NHK大河劇「天地人」原聲帶　SICC-1153（2009年2月18日發售）
- NHK大河劇「天地人」原聲帶2　SICC-1170（2009年8月26日發售）
- NHK大河劇「天地人」原聲帶完結編　SICC-1225（2009年10月21日發售）

### DVD
- NHK大河劇 天地人 完整版DVD-BOX 第壱集　GNBD-7595（2009年11月26日發售）
- NHK大河劇 天地人 完整版DVD-BOX 第弐集　GNBD-7596（2010年2月24日發售）

### 郵票
- NHK大河劇「天地人」029P（2009年4月22日發售）

## 外部連結
- NHK大河劇一欄表 （页面存档备份，存于）
- 緯來日本台天地人官方頁面 （页面存档备份，存于）

## 作品的變遷
| NHK綜合頻道 週日晚間八點       | NHK綜合頻道 週日晚間八點                     | NHK綜合頻道 週日晚間八點 |
| ------------------------------ | -------------------------------------------- | ------------------------ |
|                                | 天地人 （2009.1.4 - 2009.11.22）             |                          |
| 篤姬 （2008.1.6 - 2008.12.14） | 坂上之雲（第一部） (2009.11.29 - 2009.12.27) |                          |

| 緯來日本台 星期一至星期五 晚上10點                | 緯來日本台 星期一至星期五 晚上10點 | 緯來日本台 星期一至星期五 晚上10點 |
| ------------------------------------------------- | ---------------------------------- | ---------------------------------- |
|                                                   | 天地人 （2009.12.24 - 2010.3.1）   |                                    |
| 大奧 前傳+華之亂+篤姬 （2009.11.10 - 2009.12.23） | 櫻子 （2010.3.2 - 2010.5.12）      |                                    |
| 星期一至星期五 晚上11點                           |                                    |                                    |
| 東大特訓班 重播 （2010.8.30 - 2010.9.13）         | 天地人重播 （2010.9.14 - ）        | —                                  |